# Girolamo Brusoni
Girolamo Brusoni dit Aggirato (né à Badia Polesine en 1614 et mort à Turin en 1686) est un écrivain italien du XVIIe siècle.

## Biographie
D’une famille noble de Legnago, dans le Veronais, Girolamo Brusoni naquit le 10 décembre 1614. Après avoir fait d’excellentes études Venise, à Ferrare et à Padoue, en littérature, en philosophie, en jurisprudence, en histoire sacrée et profane, et même en théologie, il s’annonça, encore jeune, au public par des poésies latines et italiennes qui eurent alors un grand succès. Il prit l’habit dans l’Ordre des Chartreux, le quitta, le reprit, et le quitta encore. À cette seconde émancipation, que l’on traita d’apostasie, il fut arrêté à Venise, et mis pour quelque temps en prison. Bientôt son imprudence lui attira un dangereux ennemi. Le P. Angelico Aprosio de Vintimille avait fait, contre une femme qu’il n’aimait pas, un écrit intitulé : la Maschera scoperta. Brusoni se le procura, et le remit à cette femme pour de l’argent. Aprosio, qui l’avait loué précédemment, et contre qui cependant Brusoni avait déjà lancé quelques traits dans un écrit intitulé : Il Sogno di Parnaso, ne lui pardonna point ce dernier acte, et fut depuis ce moment son ennemi déclaré. Brusoni, remis en liberté, vécut tranquillement à Venise, où il publia beaucoup d’ouvrages, et se fit un assez grand nombre d’amis, parmi lesquels on remarque surtout Ferrante Pallavicino, et Giovan Francesco Loredan. Il se mêla aussi de politique, et il eut la gloire de contribuer, en 1644, aux négociations qui amenèrent la paix entre l’Espagne et le duc de Parme. On ignore l’époque précise de sa mort. Il vivait encore en 1679, puisque son Histoire d’Italie, le meilleur de ses ouvrages, s’étend jusqu’à cette année.

## Œuvres
- La Fugitiva, Venise, 1640, in-12, espèce de roman en quatre livres, qui contient, sous des noms supposés, les Aventures de Pellegrina Buonaventuri, fille de Bianca Cappello, et femme du comte Ulisse Bentivoglio Manzoli de Bologne ;
- Del Camerotto parti III, Venise, 1645, in-12 ; c’est un recueil de prose et de vers dans le genre facétieux, et qu’il écrivit dans les prisons de Venise, appelées i Camerotti ;
- La Vita di Ferrante Pallavicino, Venise ; 1651 et 1655, in-12, sous le nom de l’Incognito Aggirato, parce que Brusoni était à Venise de l’académie des Incogniti, et y était appelé l’Aggirato. Cette Vie reparut en tête de l’édition des Œuvres choisies de Pallavicino, avec des notes de Brusoni, Venise, 1660.
- Istoria d’Italia, de 1635 à 1655, Venise, 1656, in-4° ; de 1627 à 1656, ibid., 1657, in-4° ; de 1625 à 1670, in-4°, ibid. 1671 ; enfin de 1625 à 1679, Turin, 1680, petit in-fol. ;
- Delle Historie universali d’Europa compendiate da Girolamo Brusoni, Venise, 1657, 2 vol. in-4° ;
- Il Perfetto elucidario poetico, Venise, 1657, 1664, 1669, in-12 ;
- La Gondola a tre remi, passatempo carnavalesco, Venise, 1662, in-12, opuscule porté en 1663 sur l’index des livres défendus ;
- Il Carrozino alla moda, trattenimento estivo, porté sur le même index, en 1669 ;
- Le Campagne dell’Ungheria, degli anni 1663 e 1664, Venise, 1665, in-4°. Brusoni ayant mal parlé des chevaliers de Malte dans cet ouvrage, le chevalier Magri de la Vallette y répondit sous ce titre : Il valor Maltese difeso contro le calunnie di Girolamo Brusoni, Rome, 1667.
- Istoria dell’ultima guerra tra Veneziani e i Turchi, etc., dall’anno 1644 al 1671, Venise, 1673, in-4° ; et dal 1644 al 1672, Bologne, 1674, in-4° ;
- Poesie, parti IV, Venise, sans date, in-12.
- Frammenti Storici della guerra in Dalmatia, Venise, 1692, in-12.